# Nicklas Hindsberg
Nicklas Rask Hindsberg (født 7. maj 1975) er en tidligere dansk fodboldspiller.
Han har bl.a. været repræsenteret på ligalandsholdet.
Efter fodboldkarrieren har Hindsberg blandt andet gjort sig i poker.